# والتر وادزورث
والتر وادزورث (بالإنجليزية: Walter Wadsworth)‏ (7 أكتوبر 1890 - 12 أكتوبر 1951) هو لاعب كرة قدم بريطاني (وحمل سابقاً جنسية المملكة المتحدة لبريطانيا العظمى وأيرلندا) في مركز الدفاع. لعب مع نادي بريستول سيتي ونادي ليفربول.

## وصلات خارجية
1. ↑   https://www.tradingcarddb.com/Person.cfm/pid/179024/. {{استشهاد ويب}}: |url= بحاجة لعنوان (مساعدة) والوسيط |title= غير موجود أو فارغ (من ويكي بيانات) (مساعدة)